# Omloop Het Volk 1975
L'Omloop Het Volk 1975, trentesima edizione della corsa, fu disputato il 1º marzo 1975 per un percorso di 198 km. Fu vinto dal belga Joseph Bruyère, al traguardo in 4h34'00".

## Ordine d'arrivo (Top 10)
| Pos. | Corridore          | Squadra       | Tempo    |
| ---- | ------------------ | ------------- | -------- |
| 1    | Joseph Bruyère     | Molteni       | 4h34'00" |
| 2    | Patrick Sercu      | Brooklyn      | a 37"    |
| 3    | José De Cauwer     | Frisol-G.B.C. | s.t.     |
| 4    | Roger De Vlaeminck | Brooklyn      | a 56"    |
| 5    | Frans Verbeeck     | Maes Pils     | a 1'02"  |
| 6    | Eddy Merckx        | Molteni       | s.t.     |
| 7    | André Dierickx     | Rokado        | s.t.     |
| 8    | Jan Raas           | TI-Raleigh    | s.t.     |
| 9    | Marc Demeyer       | Carpenter     | s.t.     |
| 10   | Gerard Vianen      | Gan-Mercier   | s.t.     |